# Châteauvieux-les-Fossés
Châteauvieux-les-Fossés – miejscowość i gmina we Francji, w regionie Burgundia-Franche-Comté, w departamencie Doubs.
Według danych na rok 1990 gminę zamieszkiwało 9 osób, a gęstość zaludnienia wynosiła 2 osoby/km² (wśród 1786 gmin Franche-Comté Châteauvieux-les-Fossés plasuje się na 727. miejscu pod względem liczby ludności, natomiast pod względem powierzchni na miejscu 842.).